# Agata Niewiarowska
Agata Maria Niewiarowska (ur. 16 czerwca 1952) – polska romanistka, menedżerka, działaczka opozycji demokratycznej w PRL.

## Życiorys
Ukończyła studia na Wydziale Neofilologii (w Instytucie Romanistyki) Uniwersytetu Warszawskiego, po którego ukończeniu pracowała jako asystentka w tym instytucie. W latach 1984–1985 przebywała na stypendium w Paryżu.
W latach 1982–1987 pracowała w redakcji Tygodnika „Mazowsze”. Zajmowała się organizacją przeprowadzek redakcji (która co tydzień pracowała w nowym lokalu), umawianiem nowych adresów, była kierowcą redaktorki naczelnej Tygodnika Heleny Łuczywo. W ramach pracy redakcyjnej odbierała informacje spływające z różnych regionów, przygotowywała notki informacyjne, zamawiała i odbierała większe teksty od zewnętrznych autorów. W czasie pobytu na stypendium we Francji zorganizowała transporty maszyn dla Tygodnika Mazowsze i struktur związanych z Tygodnikiem. Wspólnie z Tadeuszem Winkowskim i Anne Poly zorganizowała magazyn części zamiennych oraz bazę danych na temat części offsetowych maszyn biurowych. Wspólnie z Anne Poly koordynowała działania związane z produkcją filmu zrealizowanego przez Marcela Łozińskiego na temat drugiego obiegu w Polsce.
Po 1989 realizowała wiele przedsięwzięć związanych z działalnością grupy Prószyński i S-ka, w której jej mąż był wspólnikiem. Była jednym z pierwszych współpracowników Radia Zet. W marcu 1992 rozpoczęła wydawanie pisma dla przedszkolaków „Bęc”, będącego polską wersją francuskiego „Pomme d'Api”, była redaktorką naczelną miesięcznika Już Czytam (1993–1998). Obecnie jest właścicielką spółki Baj-Pros Sp. z o.o.

## Order
31 sierpnia 2013 prezydent Bronisław Komorowski odznaczył Agatę Niewiarowską Krzyżem Kawalerskim Orderu Odrodzenia Polski za wybitne zasługi w działalności na rzecz przemian demokratycznych w Polsce.

## Życie rodzinne
Agata Niewiarowska jest córką Stefana Niewiarowskiego, profesora biochemii na Temple University w Filadelfii zmarłego w 2001. Ma dwoje dzieci ze związku z Tadeuszem Winkowskim.